# یوایچی هیرانو
یوایچی هیرانو (ژاپنی: 平野 佑一؛ زادهٔ ۱۱ مارس ۱۹۹۶) یک بازیکن فوتبال اهل ژاپن است.
از باشگاه‌هایی که در آن بازی کرده‌است می‌توان به باشگاه فوتبال میتو هولیهوک اشاره کرد.